# Dôme d'Alexandrie
Le Dôme d'Alexandrie (en italien duomo di Alessandria ou  chiesa dei Santi Pietro e Marco soit église des Saints-Pierre-et-Marc) est la principale église d'Alexandrie, et la cathédrale du diocèse du même nom.

## Histoire
Les premières mentions d'une cathédrale remontent à la seconde moitié du XIIe siècle, quand il a été construit, entre 1170 et 1175, une église dédiée à l'apôtre Pierre. Mais le bâtiment est bientôt trop petit, il est agrandi entre 1288 et 1297, pour construire une cathédrale plus grande, en remplacement de la précédente, démolie pour des besoins militaires  au début du XIXe siècle, par ordre de Napoléon Bonaparte en 1803.
La reconstruction, confiée à l'architecte, a duré de 1807 à 1810 : une église néoclassique vint avec la disparition presque totale de l'ancienne église gothique. L'église a été bénie et ouverte au culte en décembre 1810 avec le titre de saint Pierre et saint Marc. D'autres travaux de restauration sont intervenus entre 1874 et 1879, et c'est à cette occasion que le bâtiment a été consacrée le 4 juillet 1879. L'église a été ravagée par un incendie en septembre 1925 : Les travaux qui ont suivi ont été achevés en 1929.

## Description
La façade de la cathédrale, de style néoclassique, a été construite entre 1820 et 1822, et est ornée de trois fresques représentant des scènes de la vie de l'apôtre Pierre. Dans le tympan, on trouve une autre peinture de Dieu le Père, Seigneur du ciel et la terre. : au sommet de la façade, cinq statues représentant Jésus et les quatre évangélistes. Le campanile, véritable symbole de la ville d'Alexandrie, a été construit entre 1889 et 1922.
La décoration de l'église date de la deuxième décennie du XXe siècle. L'église est composée de dix chapelles latérales (y compris le baptistère) et d'un presbytère. Le maître-autel est un ouvrage récent (1954).

## Source de traduction
- (it) Cet article est partiellement ou en totalité issu de l’article de Wikipédia en italien intitulé « Duomo di Alessandria » (voir la liste des auteurs).